# 粗米螺科
粗米螺科，又名水夫螺科，是海螺的一個腹足綱軟體動物的科。

## 分類
根據2005年的《布歇特和洛克羅伊的腹足類分類》，本科過往被認為是盒螺科的異名。但Malaquias et al. (2009)發現粗米螺屬物種與其他物種相距甚遠，自成一系，所以重新設立粗米螺科（Scaphandridae），只包括粗米螺屬這一屬。

### 屬
根據WoRMS，截至2017年11月22日，連同現生種及化石種，本科包括下列11個屬：
- Alicula Eichwald, 1830 †
- Cylichnium Dall, 1908
- Kaitoa Marwick, 1931 †
- Maoriscaphander Dell, 1950 †
- Meloscaphander Schepman, 1913
- Micraenigma Berry, 1953
- Priscaphander Finlay & Marwick, 1937 †
- Roxania Leach, 1847
- Sabatia Bellardi, 1877
- 粗米螺屬 Scaphander Montfort, 1810：異名有三叉螺屬（Tricla Philippson, 1788[5]）
- Taita Laws, 1948 †